# Take the Long Way Home

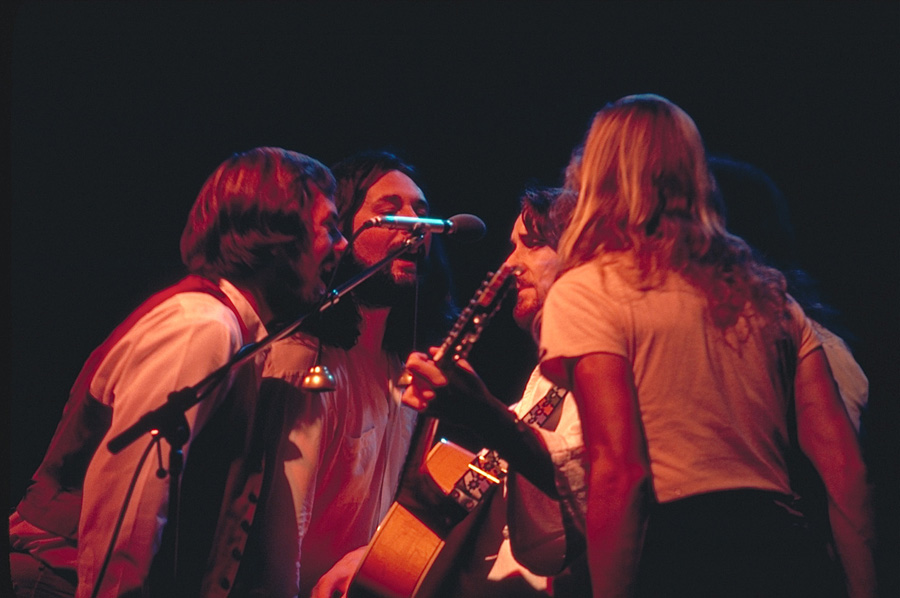
El grup de rock Supertramp durant la gira "Breakfast In Europe", Olympia Halle, Munic, 1980.

Take the Long Way Home és una cançó del grup britànic Supertramp publicada a l'àlbum d'estudi Breakfast in America (1979). Va ser el quart senzill de l'àlbum i va aconseguir arribar al número deu a la llista estatunidenca Billboard Hot 100. Va ser l'última cançó composta per l'àlbum, després d'un període de gravació que va durar nou mesos.
Take the Long Way Home ha estat versionada per grups com Trixter, a l'àlbum Undercovers, i per Lazlo Bane a Guilty Placements. La cançó va servir per al títol del DVD del concert en directe de Roger Hodgson publicat el 2007.

## Història
La cançó està composta per Roger Hodgson, i és un al·legat en favor de fer el que realment es vol fer deixant de banda les responsabilitats i obligacions quotidianes.

## Posició en les llistes
| País         | Llista                 | Posició |
| ------------ | ---------------------- | ------- |
| Estats Units | Billboard Hot 100      | 15      |
| Canadà       | Canadian Singles Chart | 4       |